# Gerard Soest

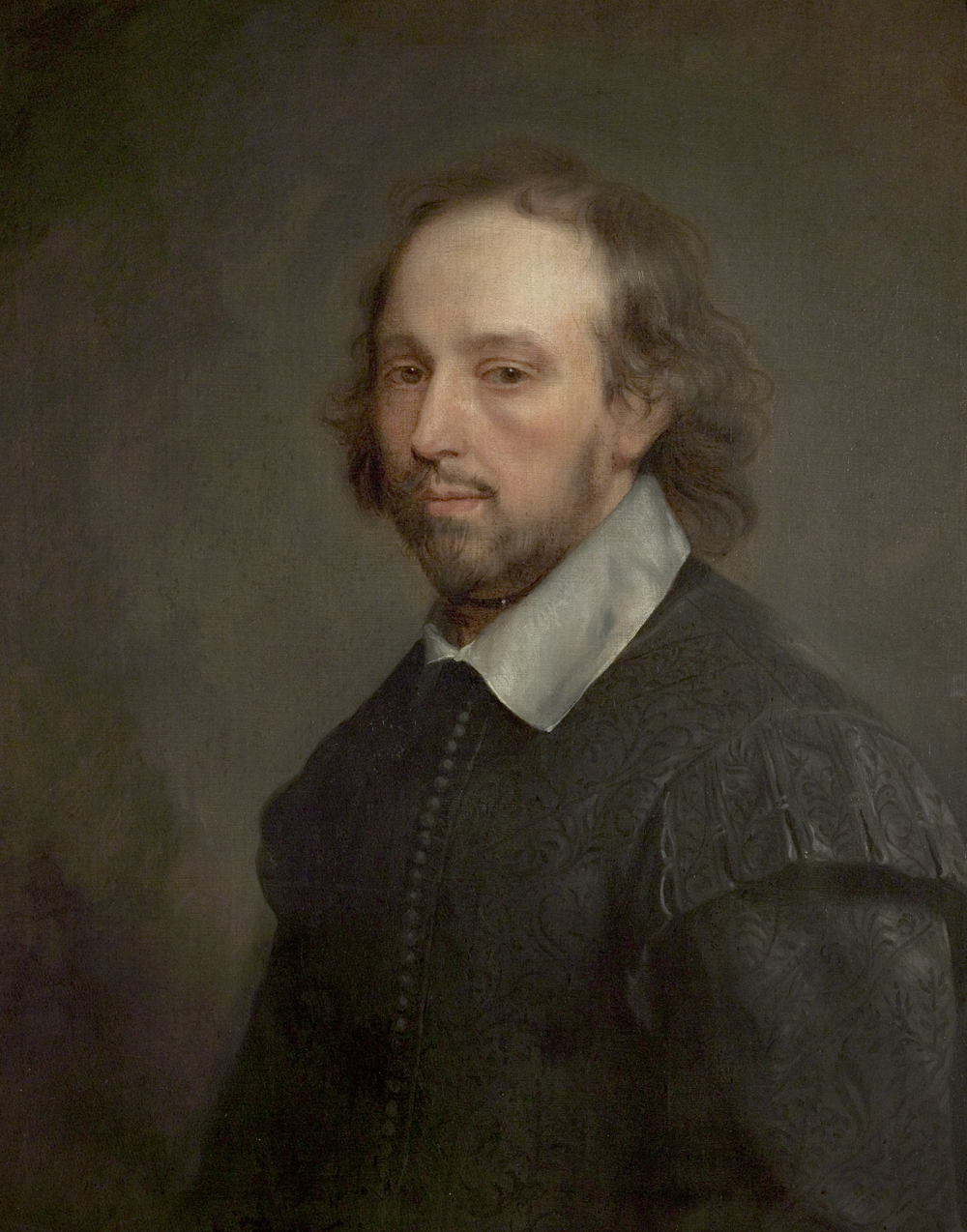
Das Shakespeare-Porträt von Soest

Gerard Soest (* ca. 1600; † 11. Februar 1681), auch bekannt als G. Soest, Gerald Soest, Geraerd Soest,  war ein englischer Maler des 17. Jahrhunderts. Bekannt ist Soest für seine Porträts von William Shakespeare und Samuel Butler (Dichter).

## Künstlerisches Schaffen
Zahlreiche Bilder des britischen Adels gehen auf Soest zurück. Insgesamt 130 Werke waren in den 1970er Jahren katalogisiert. Soest erhielt jedoch nie Aufträge vom Königshof. Soests Porträt Shakespeares wurde 30 Jahre nach dessen Tod angefertigt. Es wurde die Vermutung geäußert, dass die porträtierte Person Shakespeare ähnelte, während Pose und Kleidung den Einfluss der bildnerischen Vorlage des Chandos-Porträts zeigen.

## Biographische Unsicherheiten
Unklarheiten bestehen über seinen Namen, denn der direkte Nachweis auf seinen Bildern ist nur die Signatur „Soest pinxit“ (von Soest gemalt). Ebenso unsicher ist sein Herkunftsort: Soest wird sowohl als Maler niederländischer als auch westfälischer Herkunft angegeben, wobei mehr schriftliche Indizien für eine Herkunft aus dem westfälischen Soest oder seiner direkten Umgebung sprechen, die künstlerische Arbeit hingegen der im Zeitraum maßgeblichen niederländischen Tradition nahesteht – und damit auf Soest in den Niederlanden verweisen könnte. Es ist auch möglich, dass G. Soest sich mit seinem Namen auf den zeitgleichen bedeutenden englischen Portraitmaler Sir Peter Lely bezieht, der als Sohn eines niederländischen Vaters in Soest (Westfalen) geboren wurde.